# Theodoros Kolokotronis
Theodoros Kolokotronis (em grego:  Θεόδωρος Κολοκοτρώνης; Moreia, 3 de abril de 1770 — Atenas, 4 de fevereiro de 1843) foi um marechal de campo grego. Foi o líder da Guerra da Independência Grega em 1821 com relação ao Império Otomano.
O maior sucesso de Kolokotronis foi a derrota do exército otomano sob Mahmud Dramali Pasha na Batalha de Dervenakia em 1822. Em 1825, ele foi nomeado comandante-em-chefe das forças gregas em Peloponeso. Hoje, Kolokotronis está entre as figuras mais proeminentes da Guerra da Independência da Grécia.